# Kloster Langenzenn

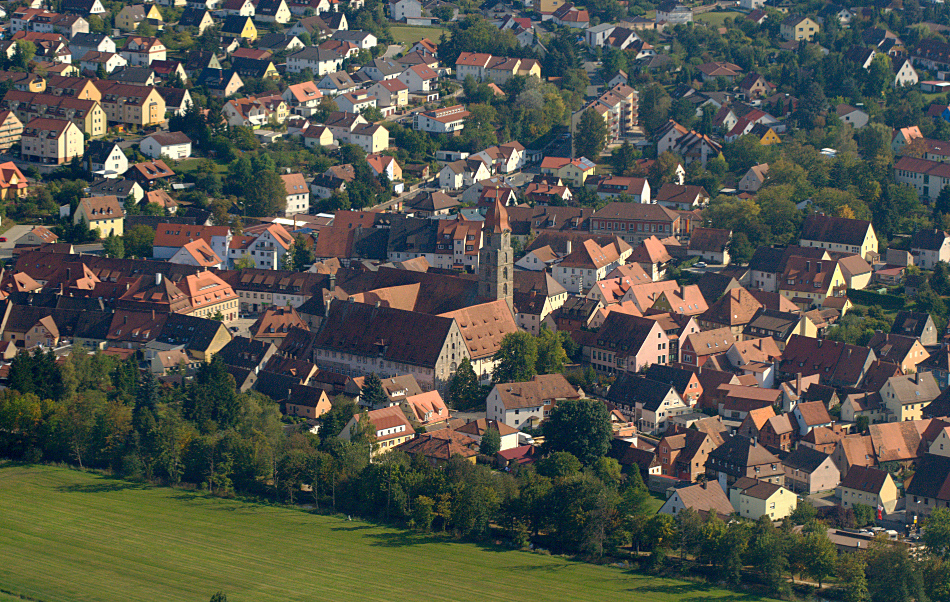
Ehemaliges Kloster Langenzenn in der Altstadt (Luftbild)

Das Kloster Langenzenn ist ein ehemaliges Kloster der Augustiner-Chorherren in Langenzenn in Bayern in der Diözese Bamberg.

## Geschichte
Langenzenn kam um 1248 an die Nürnberger Burggrafen aus dem Hause Hohenzollern. Das der Heiligen Maria geweihte Kloster wurde 1409 durch Johann III. und Friedrich VI., Burggrafen von Nürnberg gegründet; es wurde 1533 im Zuge der Reformation aufgelöst. Das Kloster mit seinem gotischen Kreuzgang ist erhalten.
Siehe auch Langenzenn Kultur und Sehenswürdigkeiten